# Hallgrímur Helgason
Hallgrímur Helgason, född 18 februari 1959 i Reykjavik, är en isländsk författare, prosaist och poet.
Hans första roman, Hella, kom ut 1990. 1999 blev han nominerad till Nordiska rådets litteraturpris för boken 101 Reykjavík, och 2007 igen för Rokland. 2000 kom filmatiseringen av boken 101 Reykjavik.